# Fischerhof (Winklarn)
Fischerhof ist ein Ortsteil des Marktes Winklarn (Verwaltungsgemeinschaft Oberviechtach) im Oberpfälzer Landkreis Schwandorf in Bayern und liegt in der Region Oberpfalz-Nord.

## Geografie
Fischerhof liegt im Naturpark Oberpfälzer Wald, etwa drei Kilometer nordwestlich vom Kernort Winklarn entfernt am Fuß des 577 m hohen Hirschbühls.
Nachbarorte sind im Osten Scheibenhaus, im Süden Obereppenried und im Nordwesten Konatsried.

## Geschichte
Am 31. Dezember 1990 hatte Fischerhof fünf Einwohner und gehörte zur Pfarrei Winklarn.